# Isoperla rhododendri
Isoperla rhododendri är en bäcksländeart som beskrevs av Zhiltzova 1956. Isoperla rhododendri ingår i släktet Isoperla och familjen rovbäcksländor. Inga underarter finns listade i Catalogue of Life.